# Parischyronemertes mathesonensis
Parischyronemertes mathesonensis är en djurart som tillhör fylumet slemmaskar, och som beskrevs av Gibson 2002. Parischyronemertes mathesonensis ingår i släktet Parischyronemertes och familjen Amphiporidae.
Artens utbredningsområde är havet kring Nya Zeeland. Inga underarter finns listade i Catalogue of Life.